# John Fleck
John Alan Fleck, född 24 augusti 1991, är en skotsk fotbollsspelare som spelar för Chesterfield.

## Klubbkarriär
Den 8 juli 2016 värvades Fleck av Sheffield United, där han skrev på ett treårskontrakt. Den 22 september 2017 skrev Fleck på ett nytt fyraårskontrakt med Sheffield United.
I februari 2024 värvades Fleck av Blackburn Rovers, där han skrev på ett halvårskontrakt. I en match mot Preston North End samma månad råkade Fleck ut för en skenbensskada, vilket gjorde att missade resten av säsongen.
Den 10 september 2024 värvades Fleck av League Two-klubben Chesterfield, där han skrev på ett ettårskontrakt.

## Landslagskarriär
Fleck debuterade för Skottlands landslag den 10 oktober 2019 i en 4–0-förlust mot Ryssland.